# О. П. Малготра
О. П. Малготра () — індійський хокеїст на траві.
Олімпійський чемпіон 1956 року.